# Hylaea pallescens
Hylaea pallescens là một loài bướm đêm trong họ Geometridae.